# گذرگاه برنر
گذرگاه برنر (آلمانی: Brennerpass [ˈbʁɛnɐpas]; ایتالیایی: Passo del Brennero [ˈpasso del ˈbrɛnnero]) یک گردنه در آلپ است که مرز بین ایتالیا و اتریش را مشخص می‌کند و یکی از گذرگاه‌های اصلی شرق سلسله‌جبال آلپ است که کمترین ارتفاع را میان این دسته گذرگاه‌ها دارد.